# Даяна Рос
Даяна Рос (на английски: Diana Ross), родена Даяна Ърнестин Ърл Рос (Diane Ernestine Earle Ross) е американска певица, актриса и музикален продуцент. Популярната американска чернокожа изпълнителка, през 60-те години е участничка в групата Сюпримс (The Supremes). В началото на 70-те години започва самостоятелна кариера. Има дванадесет номинации за Грами, както и за Оскар, Златен глобус, BAFTA и други. Продала е над 100 милиона албума. Получава наградата Тони през 1977 г. за самостоятелното шоу „Една вечер с Даяна Рос“ (An Evening with Diana Ross). През 1972 г. дебютира в киното с ролята на джазпевицата Били Холидей във филма „Lady Sings the Blues“. През 1976 г. списание Билборд (Billboard) я нарича „Артистката на века“. Има не една, а две звезди на алеята на славата на Холивуд булевард. Даяна Рос има 5 деца, 3 от първия си брак и 2 от втория, сред които е актрисата Трейси Елис Рос.

## Дискография
Студийни албуми
- Diana Ross (1970)
- Everything Is Everything (1970)
- Surrender (1971)
- Touch Me in the Morning (1973)
- Diana & Marvin (с Марвин Гай) (1973)
- Last Time I Saw Him (1973)
- Diana Ross (1976)
- Baby It’s Me (1977)
- Ross (1978)
- The Boss (1979)
- Diana (1980)
- Why Do Fools Fall in Love (1981)
- Silk Electric (1982)
- Ross (1983)
- Swept Away (1984)
- Eaten Alive (1985)
- Red Hot Rhythm & Blues (1987)
- Workin' Overtime (1989)
- The Force Behind the Power (1991)
- A Very Special Season (1994)
- Take Me Higher (1995)
- Every Day Is a New Day (1999)
- Blue (2006)
- I Love You (2006)
- Diana Ross Sings Songs from The Wiz (2015)
- Thank You (2021)

## Филмография
- Lady Sings the Blues (1972)
- Mahogany (1975)
- The Wiz (1978)
- Out of Darkness (1994)
- Double Platinum (1999)